# Храм иконы Божией Матери Всех Скорбящих Радость (Фурманов)
Храм иконы Божией Матери «Всех скорбящих Радость» (Большой середской храм, Скорбященская церковь, Красная церковь) — приходской храм Иваново-Вознесенской епархии Русской православной церкви в городе Фурманове Ивановской области.

## Архитектура и убранство храма
Храм построен в 1897—1905 годах в русском стиле и представляет собой большой центральный объём, увенчанный большой луковичной главой, с двумя крупными пятиглавыми приделами. С востока к основному объёму плотно прилегает высокая колокольня, с запада выдаётся алтарная часть, которая была перестроена из Малого Середского храма, стоявшего на месте собора до 1896 года. Возведён собор П. П. Зыковым, входившим в круг московских архитекторов и художников, активно продвигавших русский стиль. В основу понимания национального в это время положено стремление возродить стиль узорочья середины XVII в., активно изучаемый и принятый за наиболее яркое воплощение народности русского зодчества.
Большой бесстолпный пятиглавый храм выполнен из красного кирпича. Необычный и сложный силуэт храма определяется пятнадцатью основными луковичными куполами, центральный из которых значительно выше и крупнее остальных. Приделы с шатровыми крышами увенчаны каждый пятью куполами на высоких барабанах, только один из которых является сквозным (как и центральный, широкий барабан). Силуэт ещё усложняется двумя боковыми шестиугольными апсидами и шестиугольными же башенками с западной стороны здания. Шатровая сквозная колокольня, шестиугольная у основания и четырёхугольная в продолжении, также украшена пятью небольшими куполами.
Главный акцент делается на декоративном убранстве выполненных в лицевой кирпичной кладке фасадов. Разнообразные кокошники, филёнки, ширинки, карнизы и декоративные пояса, развитые наборные наличники окон и ступенчатые арки занимают всю плоскость стены. Все это отсылает к традиции русского зодчества XVII века, однако не является подражанием ему, а лишь заимствует декоративные элементы и структуру основного объёма, усложняя и гипертрофируя их.
Убранство храма было значительно богаче до 1930-х годов, при строительстве его стены были расписаны палехскими мастерами Струнниковым, Зайцевым, Кадниковым и Антиповым во главе с известным живописцем Сафоновым. Фрески выполнялись тёмными красками по золотому фону, но не сохранились. Во внутреннем убранстве храма есть аутентичный мраморный иконостас, установленный ещё при постройке храма и сохранившийся благодаря тому, что в советское время был обшит тёсом. Иконостас итальянского светлого мрамора уникален для Ивановской области, выполнен в стиле византийских образцов, декорирован изысканной резьбой и удачно вписан во внутреннее пространство храма.

## Исторический очерк

### Малая Середская церковь
В 1871 году на окраине села Середа (ныне город Фурманов) И. И. Скворцов, сын местного разбогатевшего крестьянина, построил ткацкую фабрику на 450 станков, выписав двух мастеров из Англии, и запустил большое ткацкое производство. В 1887 году для жителей разросшегося села недалеко от фабричных зданий и железнодорожной станции возводится небольшая церковь в честь иконы Богородицы «Всех скорбящих радость». Впоследствии эту церковь будут называть Малым Середским храмом. Она вмещала до 200 человек, строительство обошлось в 40 тыс. рублей. И. И. Скворцов приобрёл рядом с храмом землю, построил дома священника и дьякона.

### Проект П. П. Зыкова и возведение собора
После смерти Ивана Ивановича Скворцова его преемник Пётр Александрович Павлов, директор товарищества и муж Матрёны Ивановны, дочери Ивана Ивановича, начали строительство большого храма. Причиной этому стало расширение середских фабрик, постройка многоэтажного фабричного комплекса, увеличение количества рабочих и их семей: в небольших деревушках вокруг фабрик население составляло 15 тысяч человек.
Ещё одной причиной и формальным поводом для постройки храма стало то, что у четы Павловых погиб малолетний сын Володя. Помимо постройки храма Павловы учредили в Московском университете стипендию имени Володи Павлова, построили библиотеку и открыли училища в Писцове и Середе.
Приделы храма названы в честь святых покровителей сыновей Павловых — князя Владимира и святителя Николая.
Храм был заложен 5 июня 1897 года на месте Малого Середского храма. Для составления проекта и наблюдения за ходом строительства из Москвы был приглашён популярный архитектор П. П. Зыков. Стены были расписаны палехскими мастерами, иконостасы выполнены Козловым-Гладковым из итальянского мрамора, иконы писал московский живописец Н. М. Сафонов, каменные работы произведены иваново-вознесенским купцом М. Т. Скорыниным, печные — Ф. К. Безруковым. На постройку храма было израсходовано 425 тысяч рублей.
Строительство храма продолжалось 8 лет, и в 1905 году храм был освящён Костромским епископом Виссарионом, который, по воспоминаниям свидетелей, сказал: «Много освящал храмов в жизни своей, но такой великолепный храм освящаю в первый раз. Поистине, стоя в нём, действительно яко на небеси стояти мнишь».
В 1900 году рядом с храмом иконы Божьей матери «Всех Скорбящих Радость» был построен небольшой храм Успения Божьей Матери, при котором располагались иконный склад, библиотека и школа грамоты для взрослых, которую особо упоминали в Костромских Епархиальных Ведомостях. В 1908—1909 учебном году школу посещали 10 мужчин и 50 женщин в возрасте от 15 до 45 лет.
До 1930-х годов в храме существовала община верующих из более чем 1000 человек.

### Советские годы
В ночь на 14 января 1931 года служители храма были арестованы, храм передан «обновленцам», а в августе 1932 года закрыт за неуплату долгов.
17 августа 1932 года объединённый пленум Середского райисполкома и горсовета принял резолюцию «О прекращении колокольного звона и снятии колоколов», мотивируя это тем, что «колокольный звон — пережиток темноты и невежества», а «металл чрезвычайно нужен для индустриализации».
14 августа 1938 года закрывают и Храм Успенья Пресвятой Богородицы. Согласно протоколу заседания Президиума Середского городского совета от 20 мая 1934 года в храме иконы Божьей Матери «Всех Скорбящих Радость» планировали открыть вокзал. Но 25 ноября 1934 года было решено разместить в храме молокозавод. С 1934 года здание храма используют под зернохранилище, впоследствии передают под склад молокозаводу. Многое из того, что напоминало об истинном назначении собора, было уничтожено или переделано. В Успенской Церкви или, как её называли в народе «Малой», после закрытия сначала были квартиры, а с 4 сентября 1939 года здание тоже передаётся молокозаводу. Позднее Успенский храм был полностью разрушен, а в Скорбященском храме в конце 1970-х годов городские власти планировали создать государственный исторический музей.

### Восстановление
Храм был восстановлен в статусе в 1988 году, первым в Ивановской области и одним из первых в России, благодаря активности местной общины. Храм был отреставрирован на пожертвования и руками прихожан.
Сегодня храм является действующим.